# Alberto Cavalcanti
Alberto Cavalcanti (n. 6 februarie 1897, Rio de Janeiro, Districtul Federal⁠(d), Brazilia – d. 23 august 1982, Paris, Île-de-France, Franța) a fost un regizor brazilian. 

## Biografie
S-a născut în Rio de Janeiro, fiind fiul unui matematician. Tatăl său l-a trimis la studii la Geneva, dar el a hotărât inițial să devină arhitect și la 18 ani s-a mutat la Paris pentru asta. Ulterior, în 1920 el și-a început cariera cinematografică în Franța, regizând primul său film în 1926. Din 1940 a lucrat la compania Ealing Studios din Londra. S-a întors în Brazilia în 1950, după care a revenit în Europa, unde a murit la Paris la 85 ani.

## Filmografie selectivă
- 1947 Nicholas Nickleby
- 1957 Roza vânturilor (Die Windrose)